# Carpenter (okrug Bernalillo, Novi Meksiko)
Carpenter je neuključeno područje u okrugu Bernalillu u američkoj saveznoj državi Novom Meksiku. 
U Carpenteru je djelovao poštanski ured od 1903. do 1907. godine. Identifikacijski broj Informacijskog sustava zemljopisnih imena (GNIS-a) tog ureda je 937959.
Ime je dobio u čast prvog voditelja ureda, Joséa R. Carpentera. Prezime Carpenter je već prije postojalo u ovom kraju: Henry Carpenter vodio je veliki ranč u kraju Juan Tomás 1880-ih.

## Zemljopis
Smješten je 15 milja istočno od središta Albuquerquea.